# Música para la libertad (álbum)
Música para la libertad es el cuarto y último álbum de estudio del grupo musical Bloque editado en el año 1981 por el sello "Chapa discos" bajo la referencia HS-35.048 (LP) y CH-5048 (casete). La producción del disco fue llevada a cabo por la propia banda.
Posteriormente se ha reeditado en formato CD por la discográfica Zafiro en el año 2002.

## Lista de canciones
| Título                  | Autor                 | Duración    |
| ----------------------- | --------------------- | ----------- |
| Pesadilla de vivir      | Juan Carlos Gutiérrez | 3:50        |
| El poder de la libertad | Luis Pastor           | 7:12        |
| Añoranza                | Juanjo Respuela       | 4:50        |
| Camino del universo     | Sixto Ruiz            | 2:43        |
| Tau Ceti                | Juan Carlos Gutiérrez | 4:15        |
| Detenidos en la materia | Sixto Ruiz            | 3:17        |
| Solo sentimiento        | Luis Pastor           | 2:55 / 0:54 |
| Mágico y salvaje        | Juanjo Respuela       | 3:20        |